# Подільський мостовий перехід
Подільський мостовий перехід — двоярусна мостова споруда, що перетинає річки Дніпро і Десенку в Києві. Його перша черга, що сполучає Поділ з житловим масивом Райдужний, відкрита для руху лише легкового та громадського транспорту. Після завершення будівництва другої черги мостовий перехід отримає сполучення з Воскресенкою та буде відкритий для вантажного транспорту. Згідно з цільовою програмою, до кінця 2025 року мостовий перехід мають довести до 88 % готовності.
Двоярусний комбінований мостовий перехід складається з трьох мостів, з'єднаних між собою естакадами. Верхній ярус обладнаний шістьма смугами для руху автотранспорту (по три в кожному напрямку), на нижньому заплановані дві колії Подільсько-Вигурівської лінії метро разом зі станціями «Суднобудівна», «Труханів острів» і «Затока Десенка».
Однією з ключових споруд Подільського мостового переходу є арковий міст через річку Дніпро, який входить до числа найбільших у Європі. Згідно з проєктною документацією, довжина основної частини моста становить 472 м, а центрального прогону — 344 м. До відкриття автомобільного руху він часто використовувався для зйомок реклами та кліпів як українськими, так і закордонними брендами та виконавцями.

## Проєкт
Головними інженерами проєкту були Георгій Фукс та Михайло Корнєєв (з 2008 року). Головними архітекторами виступали Вадим Жежерін та Олег Заварзін (з 2005 року). Організація-генпроєктувальник Подільського мостового переходу — АТЗТ «Київсоюзшляхпроект».
Проєкт «Будівництво Подільського мостового переходу через р. Дніпро у м. Києві», затверджений у 1993 році, неодноразово доопрацьовувався та корегувався, зокрема у 2024 році. Згідно з проєктом його довжина від вул. Набережно-Хрещатицької до Воскресенського проспекту становить 7,04 км. До складу траси мостового переходу входять:
- два мости через Гавань (один збудовано);
- арково-підвісний міст через річку Дніпро (збудовано);
- естакади на Рибальському та Трухановому острові і в урочищі Горбачиха (збудовано);
- міст через річку Десенка (збудовано);
- арковий міст через озеро Радунка.[11]

Також в конструкції мостового переходу закладено метрорівень для будівництва Подільсько-Вигурівської лінії метро.
Проєкт будівництва Подільського мостового переходу розглядався не суто в контексті спорудження нового мосту, а як головна складова транзитної магістралі, що мала з'єднати правобережний проспект Повітряних Сил з лівобережним Броварським проспектом. За задумом проєктантів, це мало б зменшити навантаження на інші київські мости, звільнивши їх від транзитного трафіку. На правому березі планувалося продовження мосту автомобільним тунелем через Лук'янівку, від Набережно-Лугової вулиці до вулиці В'ячеслава Чорновола. На лівому березі передбачалося будівництво дороги від вулиці Стальського до вулиці Космонавта Поповича, з подальшим прокладанням траси через ліс до розв'язки на Броварському проспекті неподалік від станції метро «Лісова».
Станом на 2024 рік проєктні рішення не передбачають рух пішоходів та велосипедистів Подільським мостовим переходом, попри те, що в 2017 році Київська міська рада визнала міст частиною веломаршруту першої категорії. На верхньому ярусі влаштовані технічні тротуари завширшки 1 м.

### Альтернативний проєкт 2019 року
У 2019 році інженер Віктор Петрук запропонував альтернативний проєкт підходів до Подільського мостового переходу, які мають переваги за результатами моделювання і транспортних розрахунків. Зокрема, на лівому березі альтернативний проєкт передбачає вихід Подільського мостового переходу за двома напрямками — на вулицю Алішера Навої та вулицю Бальзака, що дозволить зберегти озеро Райдужне.
Проєкт передбачає добудову розв'язки між вулицею Бальзака та проспектом Шухевича у вигляді повного листка конюшини, при цьому основний потік передбачається на проспект Алішера Навої. На правому березі альтернативний проєкт передбачає відмову від вартісного тунелю на Лук'янівці та реконструкцію Верхнього і Нижнього Валів та вулиці Глибочицької для запуску по них автотрафіку з мосту. Критика цього проєкту відзначає зростання трафіку по туристичній частині старої забудови Подолу, збільшення загазованості повітря та руйнацію пам'яток архітектури.

## Черговість будівництва

### Перша черга
1 грудня 2023 року перша черга Подільського мостового переходу (автомобільна частина) була відкрита для руху службового та громадського транспорту. Протягом наступного року ця частина мостового переходу експлуатувалася в тестовому режимі, при цьому суворо контролювався технічний стан усіх елементів інженерної споруди. Паралельно тривало будівництво тунелю та під'їзної дороги з боку Воскресенських садів для збільшення пропускної здатності першої черги.
Перша черга Подільського мостового переходу починається від 17-ї (берегової) опори на Рибальському півострові та закінчується на Русанівських садах біля вул. Центральна Садова. Загальна протяжність першої черги становить 4,43 км, а ширина мостів та естакад сягає 35 м, що в перспективі зможе забезпечити рух 59 000 автомобілів на добу.
Станом на 2023 рік збудовані:
- естакада на Рибальському півострові (528 м);
- заїзд з вул. Набережно-Хрещатицької (472 м);
- лівоповоротний з'їзд з мосту на вул. Набережно-Рибальську (436 м);
- арково-підвісний міст через Дніпро (473 м);
- естакада на Трухановому острові (990 м);
- міст через річку Десенка (304 м);
- естакада в урочищі Горбачиха (530 м);
- піщаний насип від вул. Центральна Садова до порталу метрополітену (180 м);
- закладні під три станції метрополітену;
- колії, портали та тунелі метрополітену.

Для того, щоб потрапити на мостовий перехід з боку Русанівських садів, необхідно скористатися безіменною дорогою, яка починається від вул. Петра Вершигори. На даний момент рух по цій дорозі двосторонній і здійснюється по одній смузі в кожному напрямку. Однак, після завершення будівництва другої черги, ця дорога буде використовуватися виключно для заїзду на мостовий перехід з боку житлового масиву Райдужний.
1 грудня 2024 року перша черга отримала сполучення з житловим масивом Райдужний, а також споруду було відкрито для руху легкових автомобілів та громадського транспорту.

## Історія будівництва

### Планування та проєктування (1986—1997 роки)
У 1986 році мостовий перехід, тоді ще під назвою Подільсько-Воскресенський міст, внесли до Генерального плану міста Києва. За два роки, у 1988-му, було розроблене техніко-економічне обґрунтування будівництва, яке узгодили містобудівною радою лише 25 липня 1990 року. Остаточний старт будівництву мостового переходу дала Київська міська рада, затвердивши ТЕО 19 квітня 1993 року.
У 1994 році було розроблено перший проєкт будівництва мостового переходу, який на той момент оцінювався в 40 млрд 701 млн купоно-карбованців. Завершити будівництво планували до 2002 року, але вже в 1997-му підготовчі роботи припинили через важке фінансове становище столиці. Таким чином, фактичне спорудження мостового переходу так і не розпочалося.

### Початок будівництва та зміна назви (2003—2014 роки)
Будівництво Подільсько-Воскресенського мосту розпочалося 1 грудня 2003 року зі спорудження двоярусної естакади на Трухановому острові. У 2004 році Київська міська державна адміністрація затвердила оновлений проєкт будівництва та змінила офіційну назву споруди на Подільський мостовий перехід. Вартість проєкту на той момент становила 5 млрд 66,1 млн грн. Завершення будівництва мостового переходу планувалося на 2008 рік.
У 2004—2008 роках тривали активні будівельні роботи зі спорудження інфраструктури Подільського мостового переходу, зокрема естакад та мостів на Трухановому острові та в урочищі Горбачиха. У той же період на Рибальському півострові були збудовані та введені в експлуатацію Гаванський міст та Набережно-Рибальська дорога, без яких було неможливо відкрити автомобільний рух першою чергою мостового переходу. Однак, роботи зі встановлення головної арки, яка складалася з шести сегментів, над русловою частиною Дніпра розпочалися лише влітку 2011 року, що свідчить про значні затримки у реалізації проєкту.
Для монтування сегментів арки було застосовано унікальний плавучий кран «Захарій LK-600» виробництва судобудівного заводу «Ленінська кузня». Проте, 18 листопада 2011 року кран зазнав аварії, розламавшись у місці кріплення вантажної стріли. Це призвело до тимчасової зупинки будівельних робіт. До аварії було встановлено 4 з 6 сегментів. Два останні сегменти арки було встановлено лише у 2014 році з використанням потужних домкратів.

### Фіналізація правобережних робіт та початок робіт на Русанівських садах (2015—2022 роки)
У 2015 році роботи на об'єкті тривали, зосереджуючись на завершенні ключових елементів правобережної частини. Почалося зварювання швів арково-підвісного мосту, що стало значним етапом у реалізації проєкту. Паралельно з цим, активно проводилися роботи з облаштування з'їздів та заїздів з Подолу, що мали забезпечити повноцінне функціонування мостового переходу в рамках першої черги будівництва. Важливим кроком стало також початок робіт із встановлення на Рибальському півострові металоконструкцій естакади та закладних під станцію «Суднобудівна».
З першої половини 2017 року будівельні роботи почали поступово відновлюватися. На Рибальському півострові будівельники закінчили бетонування автомобільного рівня з однієї сторони.
Станом на 2017 рік за оцінками інституту «Київдормістпроект» мостовий перехід був готовий на 65 %, а здача першої черги мостового переходу в експлуатацію прогнозувалася на кінець 2021 року. У цей період тривали судові процеси між замовником будівництва та власниками 22-х із 259 дач, які підлягали демонтажу згідно з проєктом будівництва. Того ж року громадськість прилеглих до озера Райдужного районів виступила за зміну трасування лівобережного з'їзду з Подільського моста через проспект Алішера Навої задля збереження озера Радунка.
Навесні 2019 року завершився процес замикання конструкцій арки, а у вересні того ж року тимчасові опори, які підтримували конструкцію протягом будівництва, було демонтовано до метрорівня основного прольоту.
Восени 2019 року на Русанівських Садах завершилося знесення дач, що звільнило простір для подальшого будівництва мостового переходу. Будівельні роботи активно просувалися через Русанівське озеро, де була зведена остання, 26-та устійна опора залізобетонної естакади, яка у майбутньому переходитиме у піщаний насип. У цій опорі розташовані портали метрополітену, що з'єднають наземну та підземну частини Подільсько-Вигурівської лінії. Одночасно, між колишніми 25-ю та 26-ю Садовими вулицями, розпочалося буріння буросічних паль для формування стіни в ґрунті, що необхідно для прокладання підземних тунелів метро між Русанівським озером та вулицею Центральна Садова. Крім того, біля залізничного насипу вже активно споруджувалися опори для автомобільної частини мосту, що в майбутньому має пройти над залізницею.
На початку вересня 2020 року будівельники завершили роботи зі спорудження з'їзду з мостового переходу на вул. Набережно-Рибальську.
5 жовтня 2020 року завершився один з найважливіших етапів будівництва аркового мосту через Дніпро — підвішування основного прольоту на 68 вантах. Також на арках, вантах та основному двоярусному прольоті було встановлено декоративне освітлення.
У листопаді 2020 року було завершено будівництво заїзду на Подільський мостовий перехід з перехрестя вулиць Набережно-Хрещатицької та Верхній Вал. Заїзд зібрали з трьох масивних секцій вагою від 169 до 450 тонн кожна, які доставили на місце за допомогою понтонів та встановили за допомогою потужних домкратних систем.

### Відкриття першої черги (2023 рік)
1 грудня 2023 року для «забезпечення життєдіяльності міста під час дії воєнного стану» мер Києва Віталій Кличко оголосив, що міст відкрито, проте ним буде дозволено користуватися тільки спецтранспорту, автомобілям екстрених служб та автобусу № 111, який сполучатиме правий та лівий береги за напрямком «Станція метро „Площа Українських Героїв“ — Станція метро „Лівобережна“ (згодом продовжено до Дарницької площі)». Незважаючи на те, що частина мостового переходу від вул. Центральна Садова до Рибальського півострова вже частково введена в експлуатацію, його функціональність суттєво обмежена. Відсутність готових ділянок на лівому березі, зокрема між залізничним насипом та озером Радунка, а також брак сполучення між Рибальським півостровом і вул. Набережно-Лугова на Подолі, перешкоджають повноцінному використанню мостового переходу.
1 грудня 2024 року після завершення будівництва подвійного тунелю в тілі насипу під залізничними коліями перегону колійний пост 17 км біля зупинного пункту «Райдужний» Подільський мостовий перехід частково сполучив Поділ з лівобережним житловим масивом Райдужний. Першу чергу мостового переходу відкрили лише для руху легкових автомобілів та міського пасажирського транспорту загального користування. Зокрема відбувся запуск двох нових автобусних маршрутів: автобуси № 110 (від вул. Милославської до ст. м. «Площа Українських Героїв») та № 112 (від вул. Івана Микитенка до ст. м. «Лук'янівська»). Вони працюватимуть у режимі дослідження пасажиропотоку. Відкриття руху для вантажівок заплановано після завершення будівництва другої черги.

## Галерея

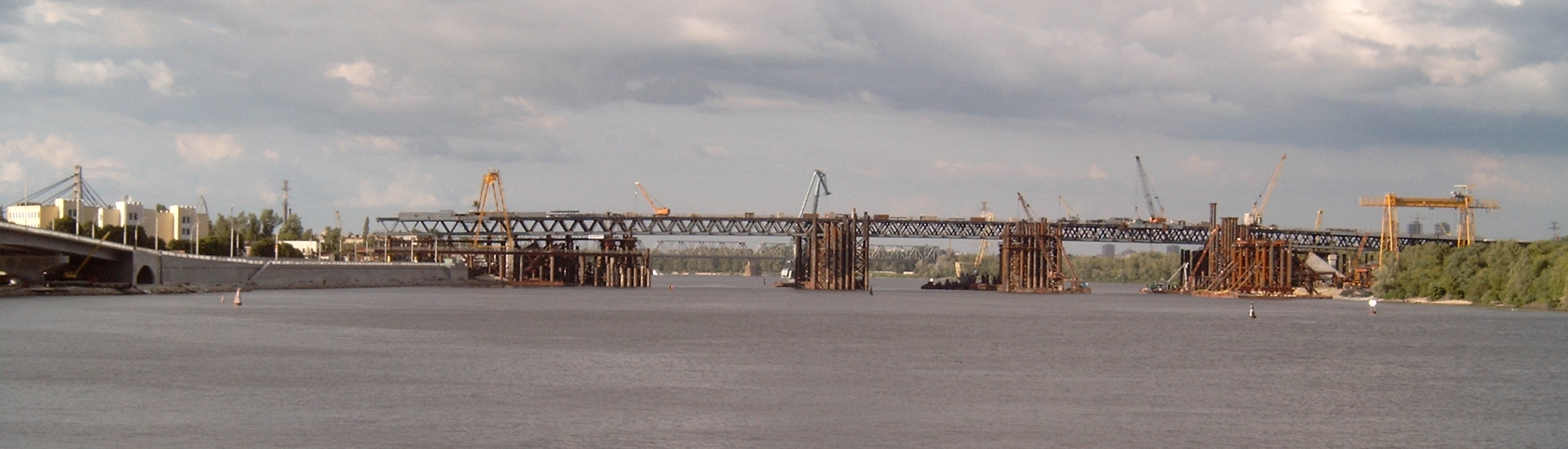
Початок зведення аркового мосту через річку Дніпро в 2008 році
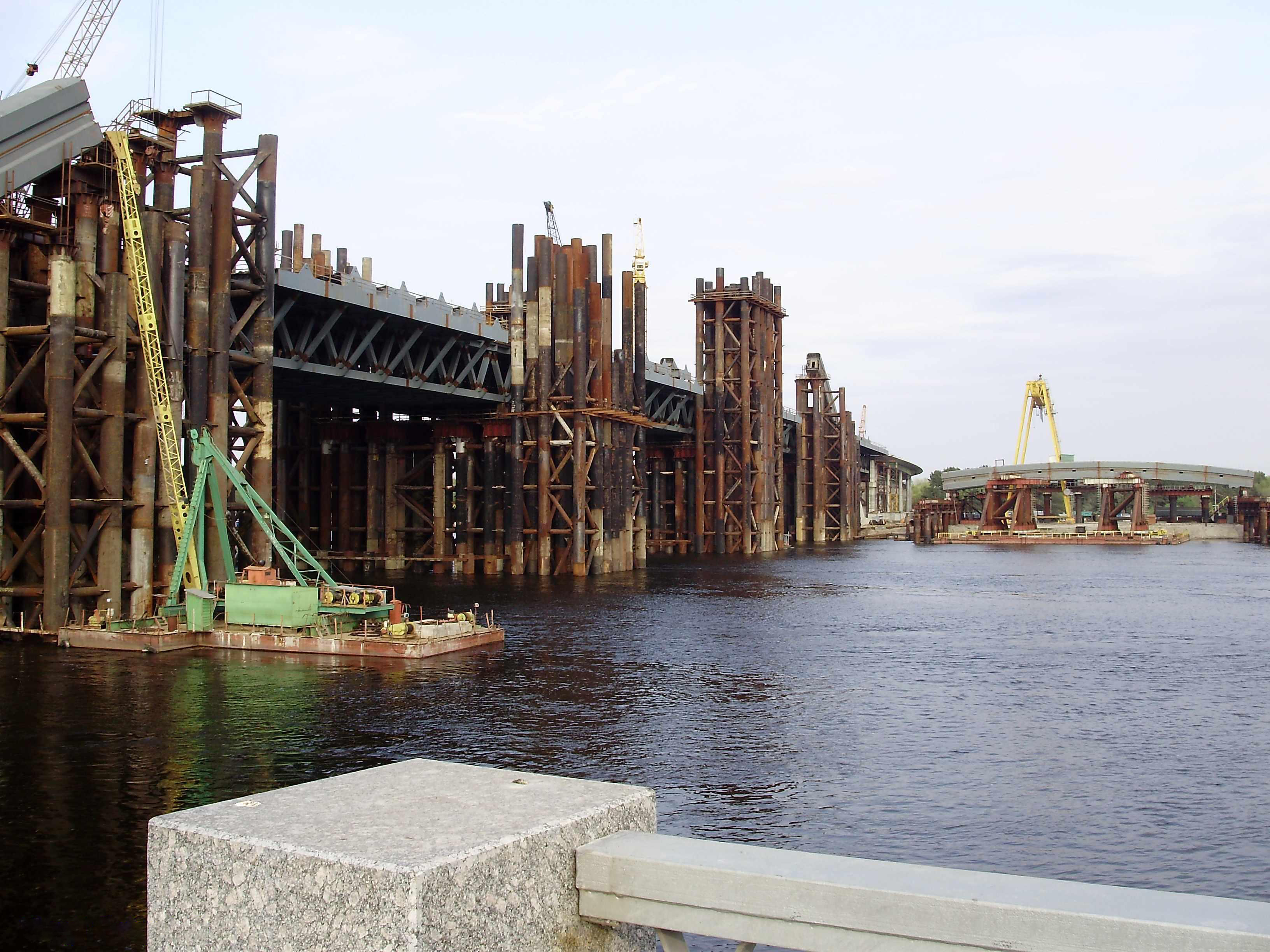
Хід будівництва в 2009 році
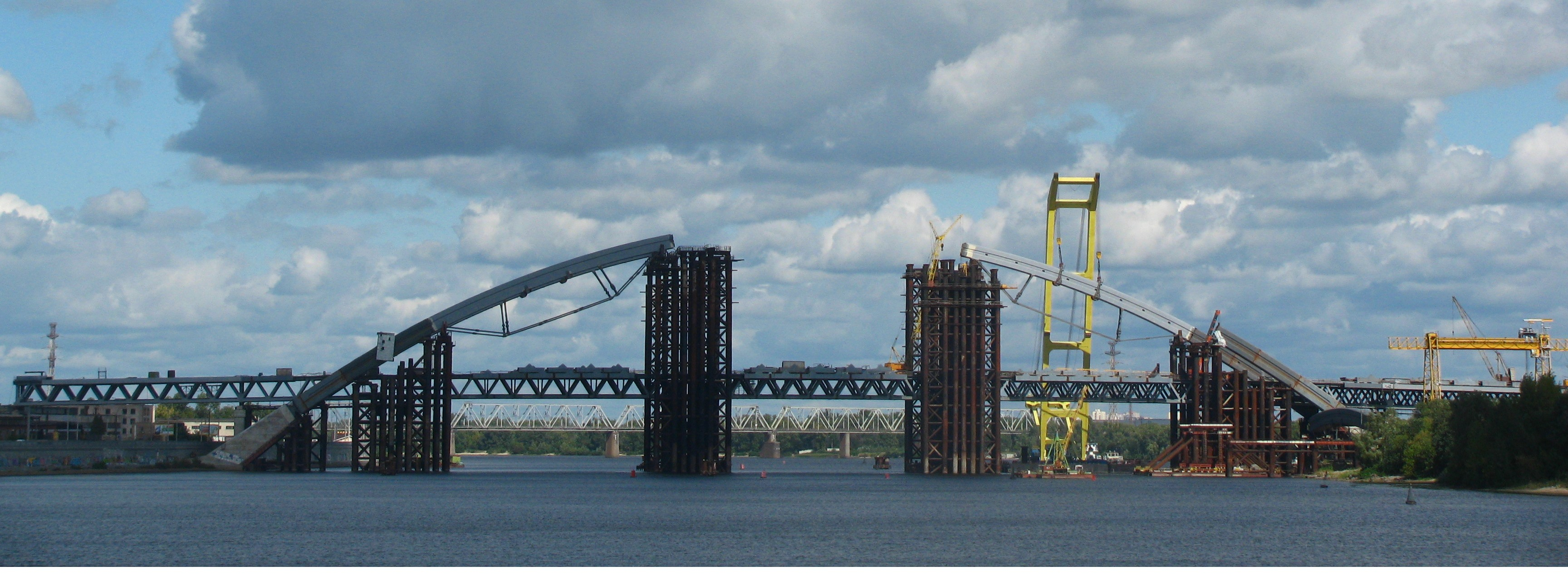
Встановлення сегментів арок мосту в 2011 році
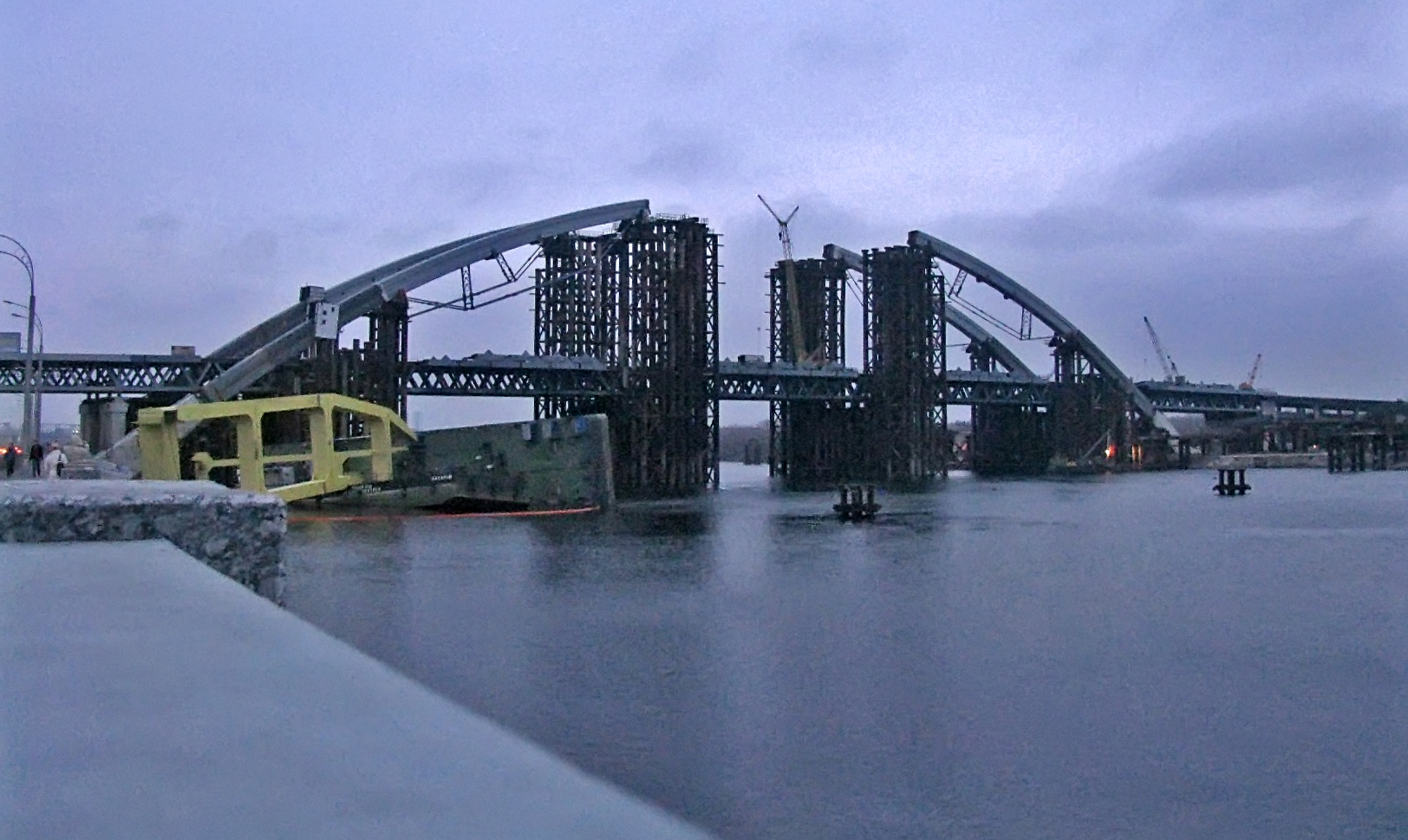
Аварія на будівництві Подільського мостового перехіду 18 листопада 2011 року
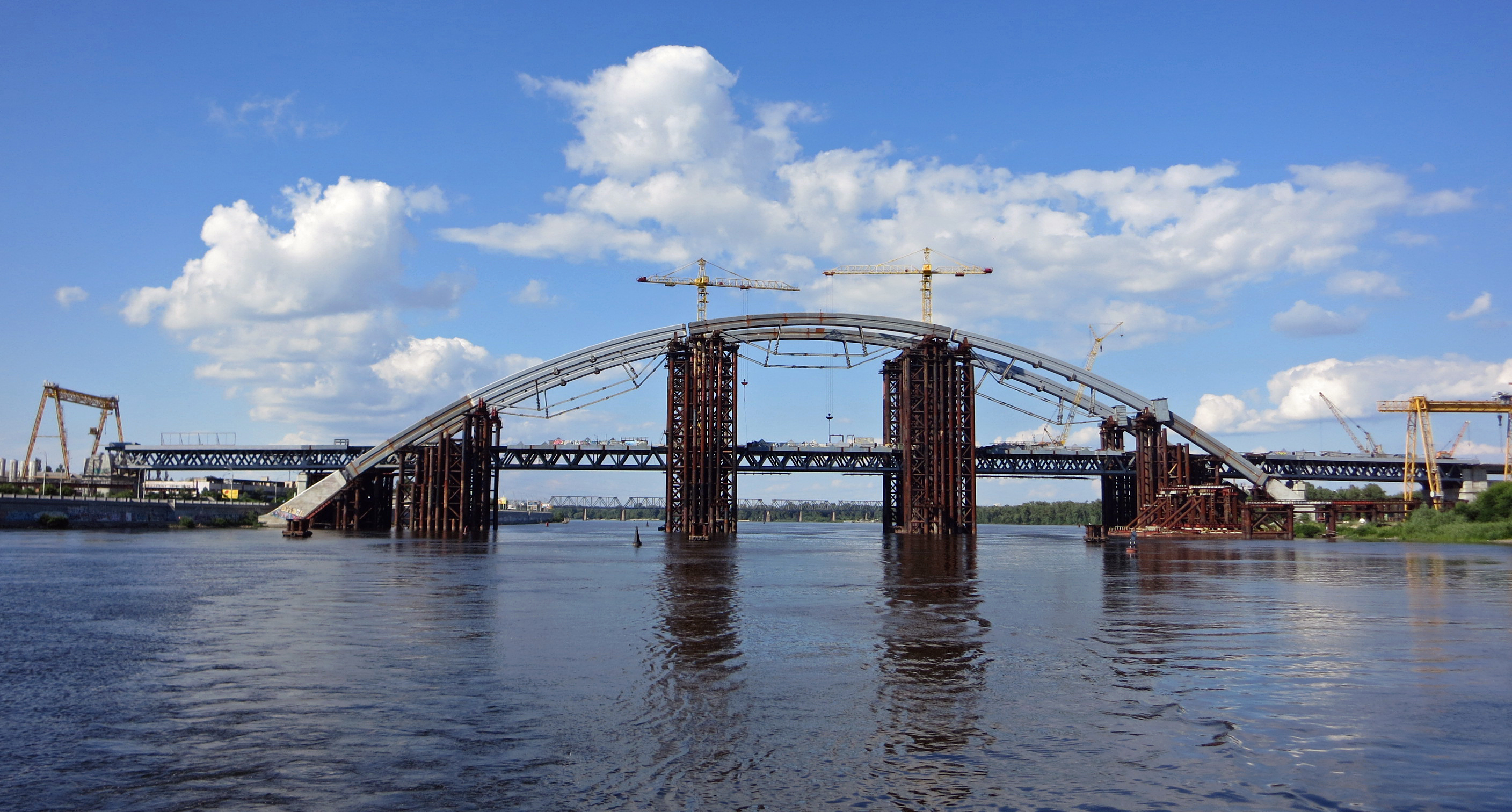
Стан мосту над Дніпром у липні 2014 році після встановлення останнього сегменту арки
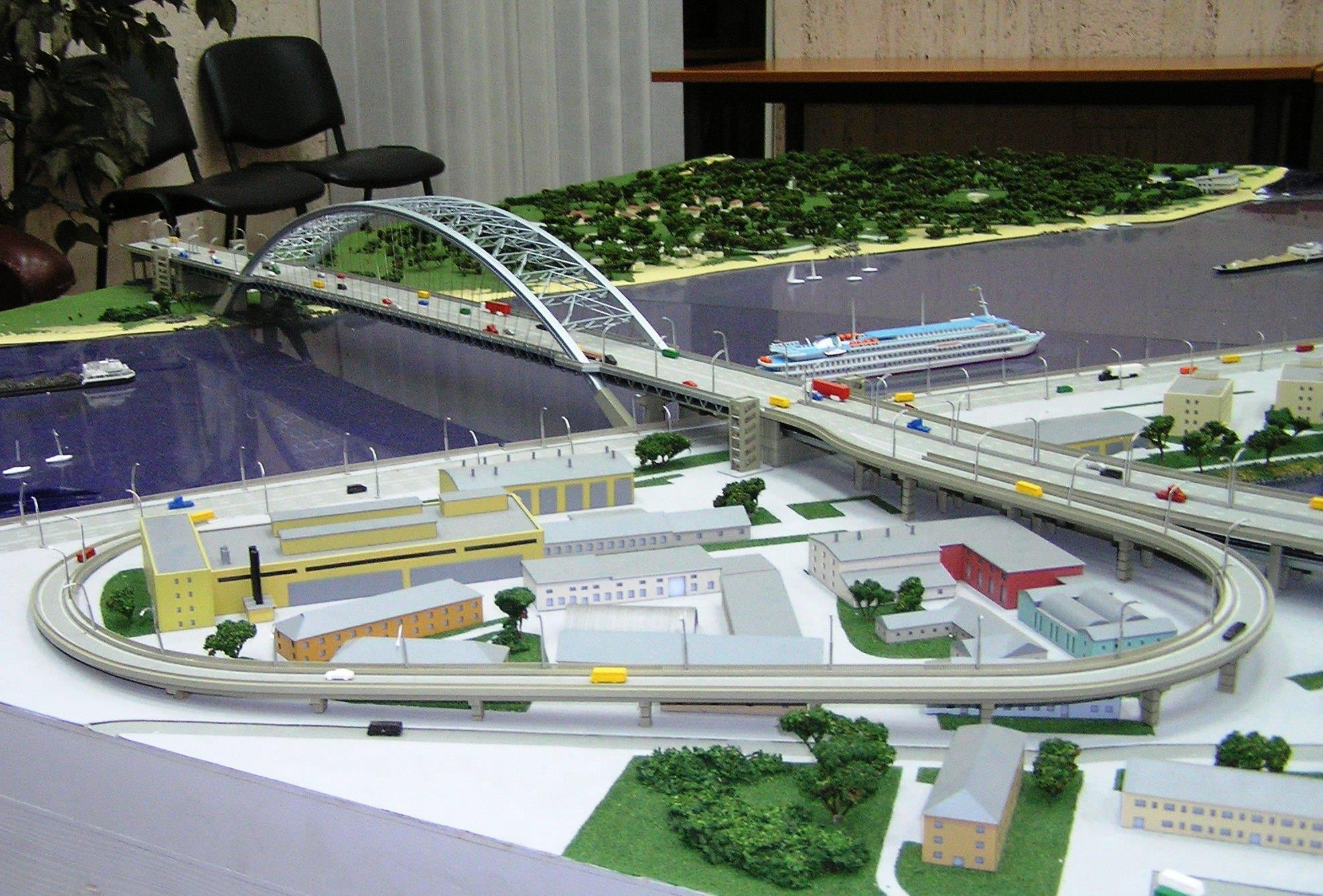
Фото макета арково-підвісного мосту у складі ПМП

## Інциденти
18 листопада 2011 року об 11:10 год. під час монтажу арок мостової споруди перекинувся та затонув плавучий кран Захарій LK-600. В момент аварії на його борту перебувало 8 працівників, п'ятеро з яких змогли евакуюватися самостійно, а троє були врятованіврятовані працівниками Київської служби порятунку та підрозділами ГУ МНС у Києві. Розслідування виявило, що причиною події стали порушення безпеки експлуатації, ігнорування інструкцій та неправильні дії екіпажу.
16 квітня 2020 року пилова буря в Києві спричинила падіння частини тимчасових конструкцій, встановлених для фарбування арок і зв'язків мосту через Дніпро. Ця подія обійшлася без постраждалих.
У червні 2020 року мешканці Русанівських садів блокували рух будівельної техніки на території свого дачного масиву, протестуючи проти планів міської влади щодо організації тимчасового з'їзду з недобудованого Подільського мостового переходу на вулицю Центральну Садову. Жителі виступали проти цього рішення, вважаючи, що збільшення трафіку на їхній вузькій двохсмуговій вулиці призведе до транспортного колапсу.

## Скандали
У серпні 2020 персонал підприємства «Інжинірингова мостова компанія» вивіз з Подільського мосту 12 тросів, необхідних для підвішування прольотів мосту. При цьому міський голова Віталій Кличко спочатку повідомив, що троси вкрали, однак в «ІМК» заявили, що троси насправді належать їм, а вивезли їх у зв'язку з несплатою боргу компанією «Еко-Буд-Трейд».
22 квітня 2025 року Служба безпеки України спільно з Бюро економічної безпеки повідомили про викриття масштабної схеми розкрадання бюджетних коштів під час будівництва Подільського мостового переходу в Києві. За даними слідства, з міського бюджету було незаконно виведено щонайменше 153 000 000 грн.
Як встановило слідство, до організації оборудки причетні чинний та колишній керівники одного з комунальних підприємств, що підпорядковується Київській міській державній адміністрації. За інформацією СБУ, ще до початку повномасштабного вторгнення, зловмисники штучно завищували вартість будівельних матеріалів, а різницю в ціні розподіляли між собою.
Зокрема, протягом 2018—2019 років фігуранти майже в шість разів завищили ціну на гуртові партії сіток для укріплення опор мосту. Середня ринкова вартість такої сітки становила близько 110 $, тоді як комунальне підприємство придбало її по 610 $ за одиницю.
Колишньому та чинному керівникам комунального підприємства КМДА, а також їхньому спільнику — колишньому директору підрядної компанії загрожує покарання у вигляді позбавлення волі на строк до 12 років.